# Црни бисери (музичка група)
Вокално инструментални састав Црни бисери је основан 1963. године на Врачару, непосредно после формирања групе Златни дечаци. Они су као група свирали другачију музику па су и називом групе то желели да свима ставе до знања, а нарочито комшијској групи – групи из кварта – Златним дечацима. Име групи су дали по наслову познатог филма из педесетих година — Црни бисери — филма о младим делинквентима. Одмах по оснивању свирали су Beat, а касније прелазе и на ритам и блуз
Почели су у Смиљанићевој улици у Београду у сали месне заједнице где су свирали средом, суботом и недељом. Касније су наступали и у Дому омладине у Београду, а на летњој турнеји су пунили терасу хотела Мимоза у Тивту, Црна Гора.
Први сингл објављују априла 1966. године. Поред обрада, на плочи се налази и једна ауторска композиције Владе Јанковића Џета — Не одлази.
Победници су на Београдској гитаријади 1967. године, а учествовали су и у филмовима Кад будем мртав и бео и Вишња на Ташмајдану. Снимили су много материјала за Радио Београд и неколико спотова за ТВ Београд. У периоду од 1965. године до 1975. године су били на турнејама по Малти, Мароку и Тунису. Група је распуштена 1980. године.

## Дискографија

### Синглови
- 1967. Црни бисери, (Не одлази, Срце без љубави, Нисам онај кога жели, Лепи фламинго), Југотон
- 1968. Црни бисери, (Нисам више тај, Желим да будем слободан - I wanna be free, Мони - Moni, moni, Сањам – Dream), Југотон
- 1968. Црни бисери, (Моја мала леди, Мој свет није твој свет), Југотон
- 1969. Црни бисери, (Тражимо сунце, Рам-дам-дам), Југотон
- 1970. Црни бисери, (Поучна прича, Чекање), РТБ
- 1971. Црни бисери, (Кишна ноћ, Хеј, Мелина, Река, Крај лета), РТБ
- 1972. Црни бисери, (Она зна, Повратак), РТБ
- 1973. Црни бисери, (Луталица, Писмо девојци), РТБ
- 1975. Црни бисери, (Вечити рок, Желим), РТБ
- 1975. Црни бисери, (Дар-мар, Шта ћу сад), Студио Б
- 1976. Црни бисери, (Џуди, Џуди, Никада), Дискос
- 1976. Црни бисери, (Млинарев син, Тихо музика свира), Дискос
- 1977. Црни бисери, (Ти си увек хтела све, Мој брат и ја), Дискос
- 1977. Црни бисери, (Катарина, Не жели да живи више са мном), Дискос
- 1978. Црни бисери, (Аспирин, Сусрет на углу), Дискос
- 1979. Црни бисери, (Ташта, Зимски дан), Дискос

### Албуми
- 1976. Моторок (Дискос)